# Jon Leirfall
Jon Leirfall né le 7 octobre 1899 et mort le 12 juin 1998, est un homme politique norvégien du Parti du Centre.
Il est élu au Parlement norvégien du Nord-Trøndelag en 1945 et réélu à cinq reprises. Il a été auparavant suppléant de 1937 à 1945.
Leirfall est né à Hegra puis il en devient le maire de 1959 à 1961. Il est ensuite est membre du conseil de la municipalité de Stjørdal de 1961 à 1967.